# Kényelmi élelmiszerek
A kényelmi élelmiszerek (vagy kényelmi ételek)  az élelmiszeripar által előállított olyan előkészített, félkész illetve késztermékek, amelyeknek  magasabb a feldolgozottsági foka a nyersanyagokénál. 

„A convenience food, vagyis a kényelmi ételek az otthon elkészíthető, fagyasztott, félkész-, készételek körét jelenti, aminek évtizedek óta jelentős vásárlói bázisa van.”

Felhasználásukkal megtakarítható a tisztítási veszteség, lerövidíthető a főzésre-sütésre fordított idő. Bár ennek a definíciónak megfelelnek az éttermi ételek is, ezeket általában nem értik bele a fogalomba. Tipikus kényelmi élelmiszerek a leves-, és italporok, az instant tészták, a mélyhűtött ételek, a salátaöntetek, a pudingporok, a tejszínhabporok és a nassolnivalók.
Hátrányukként említik, hogy az a fogyasztó, aki kényelmi élelmiszereket vásárol illetve használ, mintegy kiengendi a kontrollt a kezéből, mivel nem láthatja át, hogy ezek az élelmiszerek, ipari mennyiségben, hogyan készülnek. 

## Képgaléria

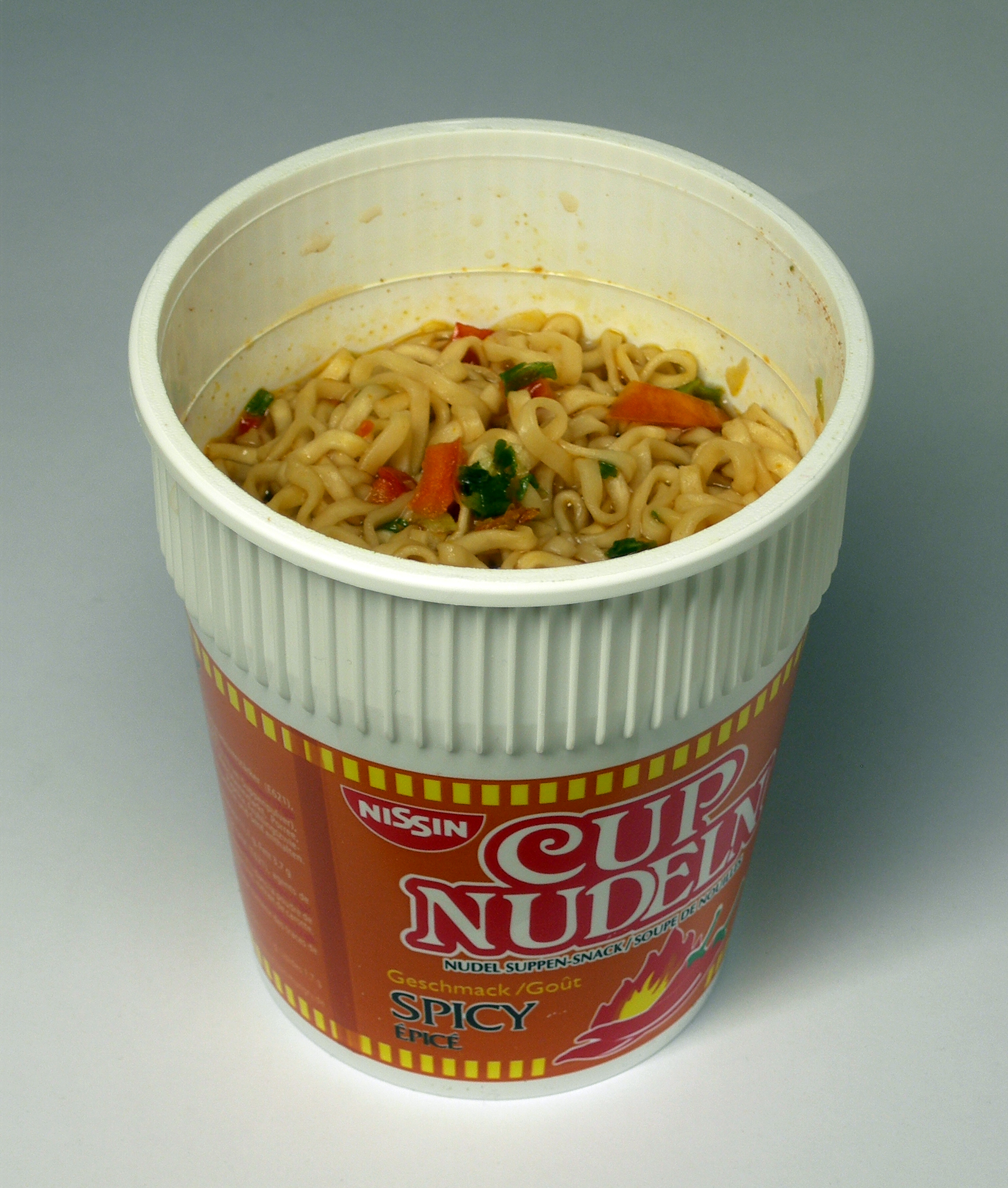
Kész leves
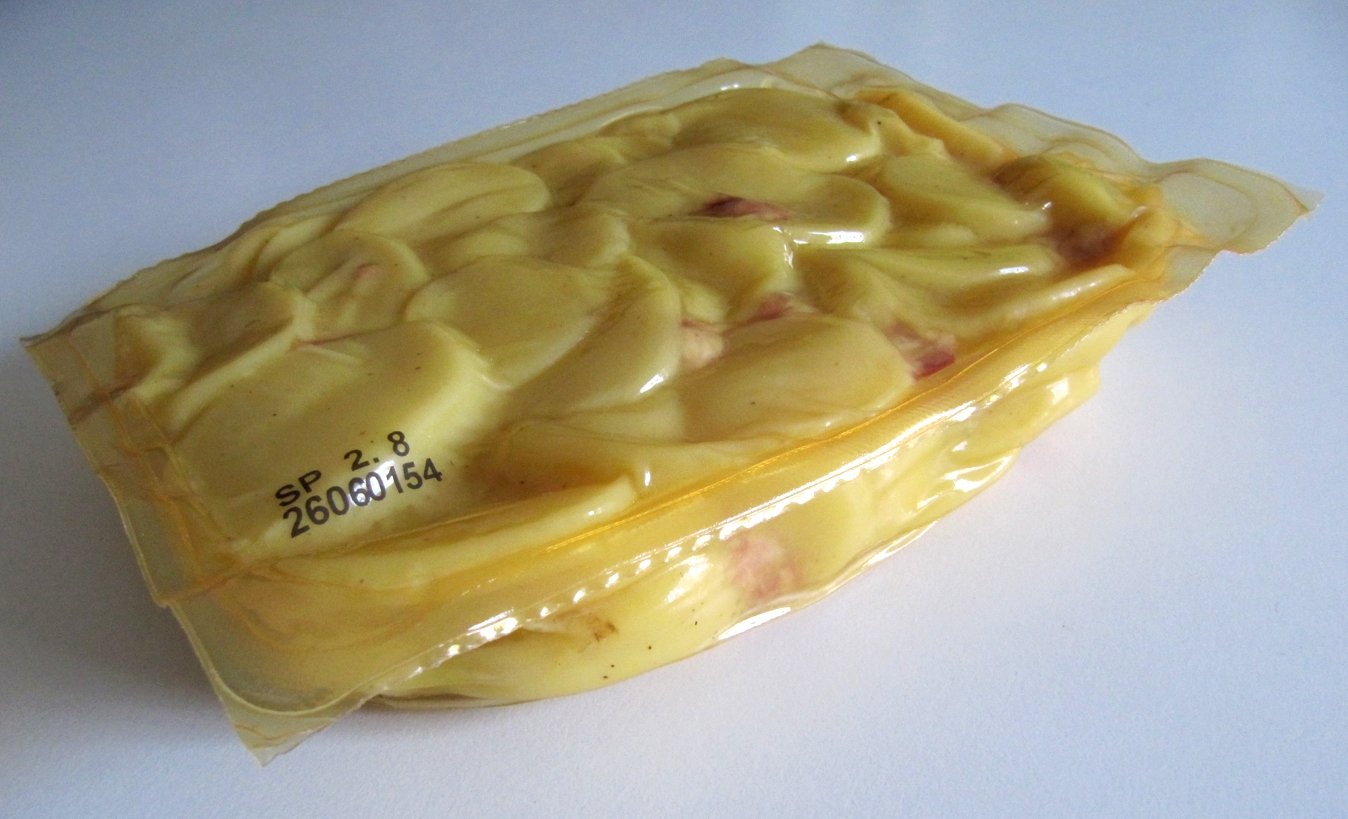
Sültkrumpli-keverék
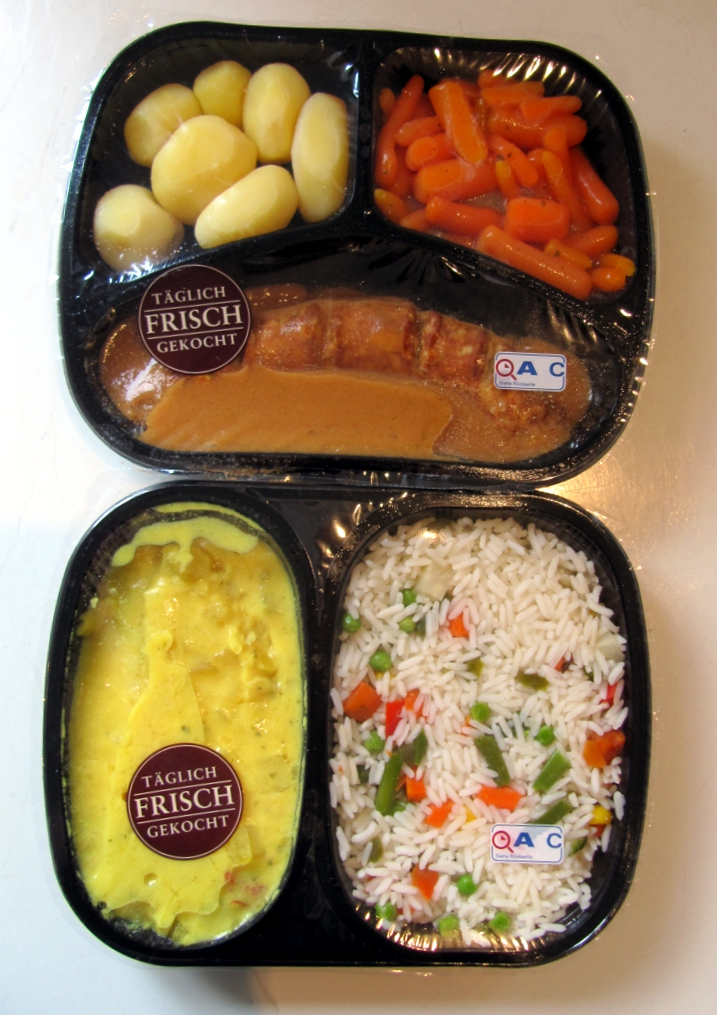
Mikrohullámú sütőben melegíthető ételek
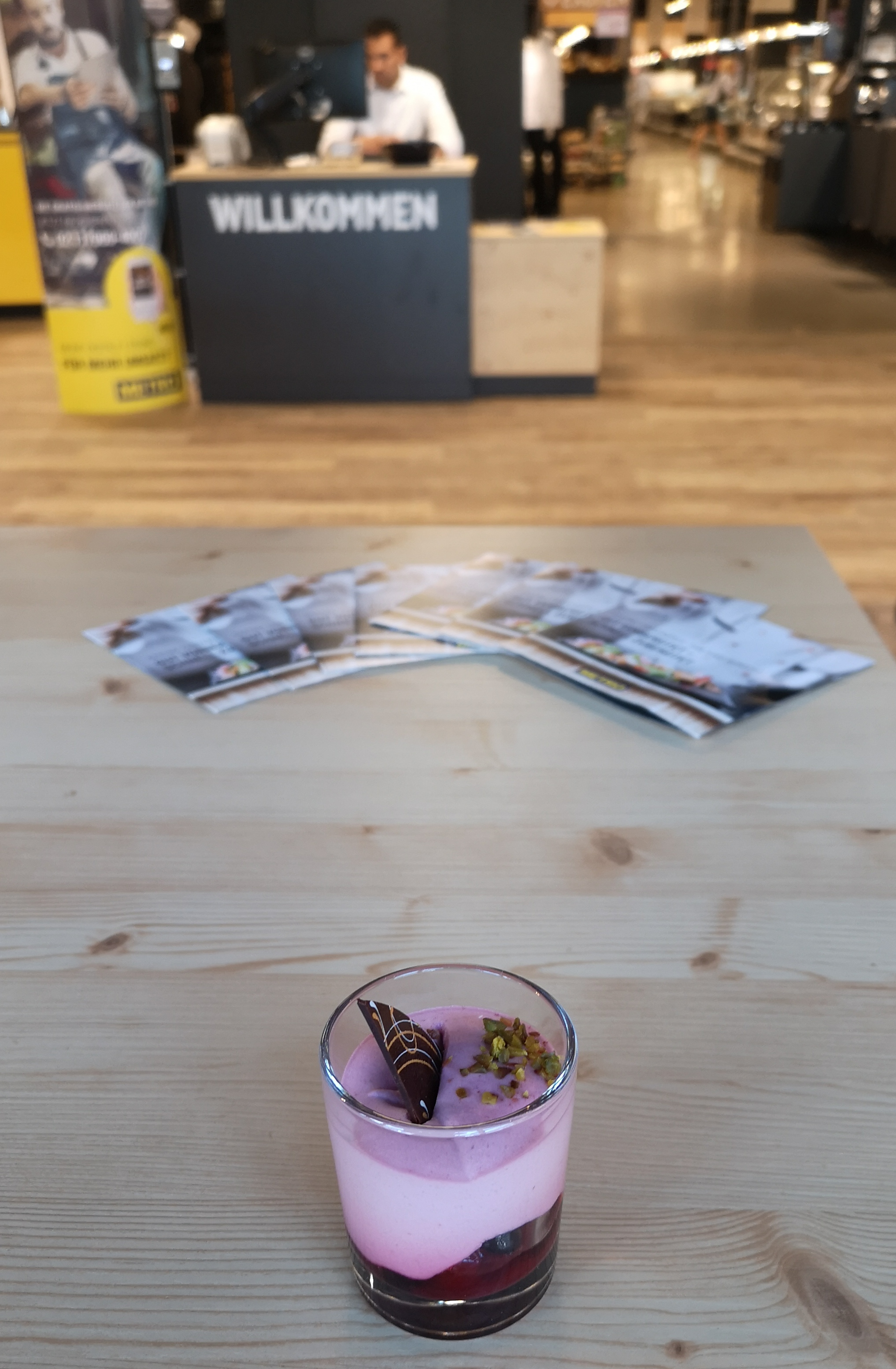
Desszert

## Fordítás
- Ez a szócikk részben vagy egészben  a   Convenience food című angol Wikipédia-szócikk ezen változatának fordításán alapul.  Az eredeti cikk szerkesztőit annak laptörténete sorolja fel. Ez a jelzés csupán a megfogalmazás eredetét és a szerzői jogokat jelzi, nem szolgál a cikkben szereplő információk forrásmegjelöléseként.